# Tania Mouraud
Pour les articles homonymes, voir Mouraud.
Tania Mouraud, née le 2 janvier 1942 à Paris, est une artiste contemporaine française.
Son œuvre revêt des formes très différentes, tout en restant fondée sur un réel engagement social et un questionnement ontologique ; elle mobilise chez le spectateur la conscience de soi et du monde dans lequel il se trouve.
Autodidacte, Tania Mouraud débute très jeune son parcours artistique avec ses Initiation rooms, espaces dédiés à l’introspection. Dans les années 1970, c’est par une approche analytique et intellectuelle, que Tania Mouraud allie art et philosophie dans un travail d’abord fondé sur les mots, puis plus tard sur leur typographie, porteuse de sens en elle-même.
À cette même période, les séries de photographies que réalise l'artiste se font de plus en plus nombreuses. À la fin des années 1990, Tania Mouraud crée ses premières vidéos. Les thèmes de l’angoisse et de la responsabilité au monde, sont à la base des vidéos de cette artiste, dont la vie est marquée par le deuil : « [...] dans mon travail artistique, depuis le début, cette hantise est vraiment quelque chose de fondamentalement intime que je partage avec le public » (entretien avec Tania Mouraud par Catherine Grenier).
Le travail dans le champ de la vidéo incite Tania Mouraud à radicaliser son œuvre par le son. Après des concerts avec le groupe Unité de Production qu'elle fonde en 2002, Tania Mouraud se lance dans des performances live en solo. Ses installations vidéo, avec notamment Ad Infinitum (2008) ou encore Ad Nauseam (2014) et sa collaboration avec l’Institut de recherche et coordination acoustique/musique (Ircam) marquant ainsi un nouveau tournant dans son œuvre.
Le 4 mars 2015 débute Tania Mouraud. Une Rétrospective, la première grande exposition monographique de l'artiste au Centre Pompidou-Metz. Cette retrospective s'accompagne de 9 autres expositions à Metz dans 9 lieux différents comme le FRAC Lorraine ou encore à la galerie d'exposition de l’Arsenal. Le tout apparaît comme un véritable itinéraire à travers la ville,.

## Biographie

### Une jeunesse cosmopolite
Tania Mouraud naît à Paris le 2 janvier 1942. Elle est la fille de Martine Mouraud, journaliste devenue ensuite femme d’affaires puis écrivaine, et de Marcel Mouraud, avocat et collectionneur d’art moderne, tous les deux engagés dans la Résistance.
Elle est très tôt sensibilisée à l’art par son environnement familial. Elle vit en Angleterre puis en Allemagne, où elle rencontre les formes artistiques les plus avant-gardistes. Elle se forme au contact des membres du groupe ZERO, de Beuys, Cage, Corso, Coltrane... et se lie d’amitié avec Gotthard Graubner et Reiner Ruthenbeck.
À la fin des années 1960, elle séjourne à New York, où elle rencontre Dennis Oppenheim, et entre en contact avec la scène artistique new-yorkaise.
Sa première exposition a lieu en 1966, la galerie Zunini à Paris où elle présente ses Peintures médicales. « Si ma peinture est volontairement schématique, c'est que je désire échapper au pathos par la recherche de la précision. J'aime ce qui est net. Les sentiments sont dangereux, l'objet est défini, rassurant. Si j'envisage un jour de peindre la figure humaine, ce sera sous forme d'objet »
En 1968, au retour de la documenta IV, Tania Mouraud brûle toutes ses toiles, faisant de cet autodafé un acte public.

### Initiation rooms
En 1968, Tania Mouraud crée ses premiers Environnements, dits « Initiation Rooms ». Il s’agit d’espace blancs laqués, dans lesquels tout concourt à l’introspection. Appréhender l’espace d’une façon psychosensorielle, prendre conscience de soi à travers les perceptions. Ces environnements ont accueilli les performances du chanteur indien Prân Nath, d’Ann Riley et Terry Riley, ainsi que de La Monte Young et de Marian Zazeela.
Tania Mouraud envisage ces espaces comme une pièce à ajouter dans nos appartements ; « un supplément d’espace pour un supplément d’âme » comme le dit Pierre Restany.
Tania Mouraud suit des cours de logique mathématique au Centre universitaire de Vincennes, puis part pendant 6 ans en Inde au Kerala. Elle y séjourne toujours six mois par an.

### L'œuvre d'art comme proposition analytique
En 1975, Tania Mouraud réalise des installations in situ dites « Art Spaces » dans lesquelles de courtes phrases écrites sur des bâches de plastique de chantier à la dimension des murs et interrogent les conditions de la perception visuelle et amènent vertigineusement le spectateur à prendre conscience en profondeur de ce qu’il est en train de faire. «SEEING».
Tania Mouraud poursuit cette problématique en fondant le groupe TRANS avec Thierry Kuntzel puis avec Jon Gibson à travers des installations. Tania Mouraud expose alors au PS1 de New York, elle y rencontre Dara Birnbaum et Dan Graham. Cette même année, elle commence à enseigner à l’École régionale supérieure d’expression plastique de Tourcoing.
Elle débute dans cette période ses fameux Wall paintings : il s’agit de d’immenses lettres peintes en noir, très étirées, rectilignes, très rapprochées, presque illisibles. Elles forment un mot ou parfois une phrase comme c'est la cas de « I HAVE A DREAM » ou encore en 1989 « WYSIWIG» (What you see is what you get)  à la BPI du Centre Georges-Pompidou qui était " le premier des Wall Paintings de Tania Mouraud qui dissimulait sous ses hautes apparences le slogan d’une marque d’ordinateur bien connue".
Lorsqu’elle expose sa série de Wall paintings au sein même de l’école d’art où elle enseigne, Tania Mouraud transmet sa vision de la responsabilité de l'artiste face à l'histoire : « Avec cette exposition, j’entends poser aux élèves la même question qu’à moi-même : qu’est ce que cela signifie d’être artiste en 92 ? En 1992, lorsqu’il y a trois millions d’individus frappés par le chômage comme par l’exclusion, et que l’on voit réapparaître le spectre du racisme ? Alors il y a cette phrase, « I have a dream ». L’écriture fortement allongée a adopté un caractère d’illisibilité, mais il y aura toujours une personne pour la déchiffrer. Je parle pour cette personne. C’est une confidence ».
Elle expose alors dans de nombreux centres d’art en France, puis en Angleterre, au Canada et aux États-Unis.

## Écritures
Tania Mouraud travaille la malléabilité et la plasticité de l’écriture depuis les années 1960. Il s’agit pour elle d’un système de représentation, avec ses mises en évidence et ses invisibilités.
Très tôt, les Photo-textes (1971 - 1973), les Plastics (1972 - 1990), les Mandala (1972-1974) ou encore la performance Kairos (1978) interrogent la perception, la lecture, la manière dont la langue dissimule le réel et les limites du langage.
Cette recherche se poursuit avec les écritures allongées depuis 1989, qui demandent une attention particulière pour être lues, mais aussi avec les écritures éclatées (2012-2017).
On retrouve dans le travail de Tania Mouraud un goût pour une traduction mutuelle du mot et de l’image. La série des Dream (2005) expose la citation « I have a dream », traduite en 25 langues. Elle rend compte du glissement rapide que peut effectuer l’écriture vers le dessin dès lors qu’il ne peut être lu. L’écriture devient un trait, un élément pictural.
Il en va de même avec les contreformes des lettres, que l’artiste explore notamment avec City Performance n°1 (1977), la série des Words (1988), celle des Black Continent (1990-1991), celle des Black Power (1988-1992) et la pièce Alea 718 (1989).
Cette dernière pièce use d’un programme informatique pour établir une composition unique, que l’artiste veut libérée des canons picturaux patriarcaux grâce à la part de hasard permise par le processus. Ce goût pour la programmation est également mis à l’oeuvre avec les Mots-Mêlés (2017-2021), qui cachent derrière des aplats noirs des poèmes ou des extraits d’opéras.
Ses livres d’artiste, parmi lesquels FlashS’ (2020), entérinent ce travail du mot et du signe comme manifestations plastiques.

### Photographies
À partir du milieu des années 1980, diverses séries photographiques voient le jour, notamment Made in Palace, composée de photos en noir et blanc prises au cours des « gay parties » d’un club parisien, montrant des espaces mouvementés et multisensoriels par un travail de flous. Pour l’artiste, il y a là un lien entre peinture et photographie. D’autres séries apparaissent jusqu’en 1992, composées de photos d’objets kitsch dans différents endroits. « Les Vitrines » ou encore « Les Rétrovisées ».
Dans la continuité de ses peintures photographiques, Tania Mouraud présente en 2008 une nouvelle série « Borderland », montrant le reflet de paysages sur les "round baler" de paille. Elle réalise d'autres séries comme Rubato réalisée dans les plantations d'hévéas au Kerala; Désastre qui porte sur les béances créées lors de la destruction de la forêt ou encore Balafres étant tournée sur les mines à ciel ouvert en Allemagne.

### Vidéos et installations
Pour l'artiste, la pratique de « l'image séquentielle » a longtemps été mise de côté mais c'est à partir des années 1990 que Tania Mouraud s'intéresse progressivement à la vidéo : « J’ai pris l’habitude de me promener avec un caméscope et, peu à peu, l’idée s’est imposée ». Les années 2000 marquent un tournant pour l'artiste : la pratique de la vidéo devient une part importante de son œuvre.
Parmi les principales créations :
- Sightseeing, 2002[4]. Un paysage hivernal, brumeux, filmé à travers une vitre embuée, défile sous nos yeux, escorté d’un air incisif de clarinette klezmer. Pendant sept minutes, la route est une montée d’angoisse, jusqu’à l’arrêt, enfin : en face, un chemin amène fixement notre regard sur un lieu dont on ne s’approchera pas. On lit alors qu’il s’agit du camp de concentration de Natzweiler-Struthof en Alsace[17],[18]. « L mémoire nous induit en erreur en nous donnant l’illusion d’un voyage en train, alors que tous les signes d’un voyage en voiture sont présents dans l’image »[9].
- La Curée, 2003. Des chiens de chasse à courre dévorent, dans un ralenti sensuel, de la viande crue. « ce film est une ode à la vie. Il y a comme une violence. Mais en réalité, quand tu regardes, ce sont les peaux, les poils, c’est une chorégraphie de corps [...] Les chiens sont heureux parce que c’est leur récompense. Ils n’ont pas l’air méchants. C’est peut-être aussi la violence de l’érotisme ... »[3].
- Le Verger, 2003. Des images de fleurs aux couleurs vives alternent avec des images de guerre dans un rythme difficilement soutenable et dans un air lourd et métallique, ponctué de cris déchirants[19]. Le Verger est exposé à Caen au Fonds régional d'art contemporain de Basse-Normandie.
- « La Fabrique », 2006. Installations vidéo, filmée en Inde, qui sera exposée dans plusieurs villes en France, et notamment à la Foire internationale d'art contemporain représentée par la galerie Dominique Fiat, puis en Californie, puis au Canada et enfin à Saint-Pétersburg. "Les visages de 108 ouvriers et ouvrières sur une multitude de moniteurs dans le son assourdissant des métiers à tisser fixent le visiteur en accomplissant un travail mécanique. Les corps disloqués de ces travailleurs sont le moteur d'une étrange fabrique..."[20].
- Roaming, 2009. Cette installation vidéo est exposée au musée de la chasse et de la nature à Paris.

Le communiqué de presse pour le vernissage en 2008 de Roaming, Borderland indique que cette création « témoigne de son exceptionnelle maîtrise de l’art vidéo. Prises en noir et blanc, les images de sous-bois obscurs et de miradors sont retraitées de manière à devenir presque abstraites puis accompagnées d’une création acoustique qui accentue leur caractère dramatique. Saisis dans la lumière du crépuscule et magnifiés par le travail de l’artiste, ces morceaux de nature deviennent des métaphores de la condition humaine, de la violence, de la solitude et de la mort ».
- Ad Infinitum, '2009, installation vidéo à la chapelle de l’oratoire de Nantes. Projetées à l'intérieur de la chapelle, des baleines filmées de près apparaissent et disparaissent dans une eau trouble et noire. Pour Tania Mouraud « L’ensemble évoque la supplique du vivant, le gémissement de la nature nous suppliant d’arrêter le carnage écologique mais aussi notre propre gémissement d’enfant face à l’inconnu, la disparition de la communication, de l’amour ». « Le montage d’Ad Infinitum est une chorégraphie »[9].
- Once upon a time, 2012. Gigantesque projection sur le building de l'Hôtel de ville de Toronto lors de la Nuit Blanche 2012. « Once Upon a Time montre un univers machinique qui attaque le vivant, et on a l’impression, au moment où la scie rentre dans l’arbre, qu’elle entre dans notre propre corps »[3].
- Ad Nauseam, 2014, triptyque vidéo au MAC VAL : projetées dans une immense salle, trois vidéos collées entre elles montrent une usine de recyclage de livres. Les vidéos sont dénuées de toute présence humaine, on ne peut y voir qu'une série de machines entassant, puis broyant des milliers de livres. L'installation est accompagnée d'une création sonore de Tania Mouraud faite en collaboration avec l'IRCAM. Un drone aléatoire reprenant le son des machines broyant les livres est généré en permanence[3],[4],[22].

### Son et Performances sonores
Tania Mouraud fonde en 2002 le groupe d’expérimentation musicale « Unité de Production » avec Christian Atabekian, Ruben Garci, Pierre Petit, Cyprien Quairiat, Marie-Odile Sambourg, Sylvain Souque et Baptiste Vandeweydeveldt.
Puis elle suit un cursus musical via Internet à l’université de Berklee. Depuis J.I.T à Brest (2008) , elle réalise en solo des performances d'improvisation live accompagnant ses vidéos. En 2008 à Béton Salon de Paris, puis la même année, au Centre d'art passerelle de Brest, au musée de la chasse et de la nature de Paris, puis au Lieu unique de Nantes, pendant la Nuit Blanche 2012 à la Gare d'Austerlitz ainsi qu'au Mac/Val lors de son exposition Ad Nauseam en 2014.

### Un art social
En 1977, Tania Mouraud organise sa première City performance : 54 panneaux d'affichage sont investis dans Paris sur lesquelles le mot « NI » est écrit en 4 x 3 mètres, dans plusieurs arrondissements parisiens. « Négation absolue, déni d’autant plus troublant qu’il ne dit pas ce qu’il vise. Cette opération semble bien se constituer en résistance aux formes habituelles du discours publicitaire, et de la sphère marchande au service de laquelle il se place » écrit Arnauld Pierre.
En 1993, Tania Mouraud réalise « Appartement 374 », une intervention permanente dans un appartement de l’Unité d’habitation Le Corbusier à Firminy. Les signes codifiés des gens du voyage sont sablés sur les vitres de la salle de séjour, transformée en « maison accueillante ». Pendant la durée de l'exposition, des croissants étaient distribués gratuitement au public.
En 1996, elle sème 4000 petites médailles marquées du mot love dans les rues de New York, à la Fondation Cartier et à Metz pour la fête de la mirabelle.
Cette même année, elle expose Le Silence des héros pour l’exposition Territoires occupés à Zweibrücken, en Allemagne. Le long des murs de la pièce, des drapeaux rouges et noirs sont enroulés et posés contre le mur.

## Œuvres

### Installations permanentes
- WYSIWYG (1989-2007) : wall painting, Paris, Bibliothèque publique d’information, Centre Georges-Pompidou ;
- La Curée (2004) : installation vidéo, musée de la chasse et de la nature, château de Chambord ;
- HCYS? (2005) : impression sur bâche, Metz, collection FRAC Lorraine ;
- DDDDLH (2006-2008) - Tous les êtres humains, bas-relief, commande du conseil général du Val-de-Marne dans le cadre du 1 % artistique, collège Fernande-Flagon, Valenton, France[24].

### Filmographie
- 2014 : « Ad Nauseam », installation vidéo
- 2011 : « Once upon a time », installation vidéo
- 2009 : Ad Infinitum, installation vidéo
- 2008 : Roaming, installation vidéo
- 2007 : Note Book, 28 vidéos présentées sur un Ipod, durée 75 min
- 2006 : La Fabrique, installation vidéo
- 2006 : Façade, installation vidéo
- 2006 : Ballads, DVD vidéo, 8 volumes de 3 vidéos chacun
- 2005 : Prime Time, DVD vidéo, son Tania Mouraud, 7 min 23 s
- 2005 : Or Donc, DVD vidéo, 10 min 48 s
- 2005 : Momentum, performance vidéo, 17 min
- 2004 : La Curée, DVD vidéo, boucle 2 min
- 2004 : Myriam Hamagdalit, DVD vidéo, 17 min
- 2003 : Le Verger, installation DVD vidéo, 5 min 37 s
- 2002 : Sightseeing, DVD vidéo, 1 min 48 s
- 2001 : Invitation, DVD vidéo, 4 min 30 s

### Expositions personnelles (sélection)
- 2024 :Expositon à Fluctuart de la série "I have a dream" et de "Oyses trern"
  - Medley, Saint-Etienne, galerie Ceysson & Bénétière.
- 2022 : 
  - Shmues, Lyon, galerie Ceysson & Bénétière ;
  - [DIRE], commissaire d'exposition Perrine Lacroix, Lyon, LABF15, espace d’art contemporain.
- 2021 : 
  - MEZZO FORTE, Luxembourg, galerie Ceysson & Bénétière ;
  - De Natura, Château de Chaumont-sur-Loire.
- 2020 : Dream , Paris, Université Panthéon-Sorbonne, Sorbonne Artgallery.
- 2019 : Ecriture(s), Rouen, Hangar 107, commissaire d'exposition Nicolas Couturieux
- 2018 : Everything must have an ending except my love for you, Tauves[25],[26]
- 2017 : Who's the enemy?, commissaire d'exposition Elodie Stroecken, Béziers, Lieu D'art La Mouche.
- 2016 : Otnot, Bucarest, galerie GAEP[27].
- 2015 : Tania Mouraud. Une rétrospective, Metz, Centre Pompidou-Metz[28].
- 2014 : Exhausted laughters, Saint-Étienne, Musée d'art moderne et contemporain[9]
- 2012 : deuxlarmessontsuspenduesàmesyeux, Paris, Collège des Bernardins.
- 2011 : J’entends les trains depuis toujours / I keep hearing the trains for ever, commissaires d'exposition Marie-Claire Groeninck et Jean-Michel Rabate, Philadelphie, Slought Foundation, Kimmel center and Art Alliance[29].
- 2010 : Une pièce de plus, Tours, Centre de création contemporaine.
- 2009 : 
  - Ad Infinitum, Nantes, Musée des beaux-arts ;
  - Borderland, Paris, galerie Dominique Fiat.
- 2008 : 
  - J.I.T, Just in Time, Brest, Passerelle Centre d'art contemporain ;
  - Back from India, performance sonore et projection vidéo, Paris, Bétonsalon.
- 2006 : 
  - La Fabrique, Santa Ana (Californie), Grand Central Art Center ;
  - Façade, Paris, Nuit Blanche, Musée de la chasse et de la nature.
- 2005 : City Performance N°1, Metz, FRAC Lorraine.
- 2004 : 
  - Du pain et des jeux, Liévin, galerie Arc en Ciel ;
  - Tania Mouraud, Saint-Fons, Centre d'Arts Plastiques.
- 2003 : La Box, Bourges.
- 2001 : Impressions, Centre d’art Le Parvis, Ibos, France
- 2001 : Décorations, Le Triangle, Rennes, France
- 2001 : Tania Mouraud, Patricia Faure Gallery, Los Angeles, Californie
- 2000 : Route # 1,13 Quai Voltaire, Caisse des dépôts et consignations, Paris
- 2000 : A collection, California State University, Long Beach
- 1999 : Made in Palace, Galerie Rabouan Moussion, Paris
- 1999 : Hammer project n°1 : Tania Mouraud, Los Angeles, USA
- 1999 : World Signs IV, the City Museum, Stoke on Trent, England
- 1998 : World Signs III, Maidstone Library Gallery, Kent, Kent
- 1998 : Cityscape, Galerie Fernand Léger, Ivry-sur-Seine, France
- 1998 : World signs II, Riverside Studios, Londres
- 1997 : World Signs I, The Herbert Read Gallery, Canterbury, Kent, GB
- 1997 : Tania Mouraud, musée de Savernes, France
- 1997 : Tania Mouraud, Kent Institute of Art & Design, Canterbury, GB
- 1996 : DIEUCOMPTELESLARMESDESFEMMES, Le Quartier, Quimper, France
- 1996 : Ballades de Tania à la Fête de la Mirabelle, Metz, France
- 1994 : De la Décoration à la Décoration, Gemeente museum (nl), Arnhem, Hollande
- 1992 : Fait main, École des Beaux-arts, Tourcoing, France[10]
- 1992 : Faire art, Galerie Gabrielle Maubrie, Paris
- 1992 : The Power Plant, Toronto, Canada
- 1990 : Centre Loisirs et Rencontres, Clermont-Ferrand, France
- 1990 : Galerie Gabrielle Maubrie, Paris
- 1989 : BLACK POWER ici là, CAC Pablo Neruda, Corbeil-Essonnes, France
- 1989 : Tania Mouraud : 1969-1989, La Criée, Rennes, France
- 1989 : BLACK POWER, galerie De Lege Ruimte, Bruges, France
- 1989 : BLACK POWER, «vu ou lu», Galerie Gabrielle Maubrie, Paris
- 1988 : Words, Riverside Studios, Londres
- 1987 : Garden Shooting, galerie Contretype, Bruxelles
- 1986 : Vitrines, musée de la photographie, Charleroi, Belgique
- 1986 : Garden Shooting, Maison de la Culture, Amiens, France
- 1983 : Ah! Paris, galerie Samia Saouma, Paris
- 1983 : Vitrines, Maison du Temps Libre, Marne-la-Vallée, France
- 1983 : Schaufenster in Paris, galerie Wilde, Cologne
- 1980 : City Performance n°2, 60 affiches, Lyon, France
- 1978 : Kairos (performance), Franklin Furnace, New York
- 1978 : City Performance n°1, 54 affiches, Paris
- 1977 : Art Space n°5, special project, PSI, New York
- 1976 : Art Space n°1, 2, 3, Chez Malabar et Cunégonde, Nice, France
- 1975 : Galerie 33 (rue Campagne Première), Paris
- 1974 : Galerie Yellow Now, Liège (catalogue)
- 1973 : ARC 2, (musique Jon Gibson), musée d'art moderne de la ville de Paris
- 1972 : Galerie Françoise Lambert, Milan
- 1971 : Galerie Rive Droite, Paris
- 1971 : Galerie LP 200, Caliche Ligure
- 1971 : Galerie Ben doute de tout, Nice
- 1971 : Galerie Apollinaire, Milan
- 1971 : Galerie LP 220 (avec les musiciens : La Monte Young, Terry Riley, Pandit Pran Nath), Turin
- 1968 : Galerie Rive Droite (musique Éliane Radigue), Paris
- 1966 : Galerie Mensch, Hambourg
- 1966 : Galerie Zunini, Paris

### Expositions collectives (sélection)
- 2022 :
  - Double je, commissaire d'exposition Alexandre Quoi, Saint-Étienne, Musée d'Art moderne et contemporain (MAMC) ;
  - Pionnières, commissaire d'exposition Patrice Joly, Nantes, Zoo galerie ;
  - Parisiennes Citoyennes ! 1789-2000, Paris, Musée Carnavalet ;
  - Contente d'être aujourd’hui, commissaire d'exposition Céline Melon Sibille, Clermont-Ferrand, Galerie Claire Gastaud.
- 2021
  - Elles font l’abstraction, Bilbao, Musée Guggenheim ;
  - L’Énigme autodidacte, commissaire d'exposition Charlotte Laubard, Saint Étienne, Musée d'Art moderne et contemporain ;
  - Penser les possibles, commissaire d'exposition Mehryl Levisse, Charleville-Mézières, Espace Balak, espace temporaire d'art contemporain ;
  - La chose mentale, des NFT à l’oeuvre, Pau, Festival accès)s( #21 ;
  - Elles font l’abstraction, Paris, Centre Pompidou - Galerie 1 ;
  - The Domino Effect, Bucarest, GAEP Gallery ;
  - ART = ACTION, Vitry-sur-Seine, collaboration Act Up-Paris et MAC VAL ;
  - Le Goût du paysage, commissaire d'exposition Laure Forlay, Saint-Flour, collection du FRAC Auvergne, Halle aux bleds.
- 2020
  - Le vent se lève, Vitry-sur-Seine, MAC VAL ;
  - De franchir de la même façon les lignes d’horizons et des petites allées, Clermont-Ferrand, Galerie Claire Gastaud ;
  - Bye Bye Future! L'art de voyager dans le temps, Morlanwelz, Musée royal de Mariemont ;
  - Paysages du XXIe siècle, Poitiers, Maison de l'Architecture.
- 2019
  - Festival Rose Beton - Tania Mouraud, Toulouse, Les Abattoirs ;
  - There are treasures everywhere - Jardin Rouge, Marrakech, fondation Montresso ;
  - Defragmentation, Bruxelles, ARBA ;
  - Symbiotes, Tours, Eternal Gallery ;
  - Once upon a Time, Chambon-sur-Lignon, EAC Les Roches ;
  - Jeux de Mots, Jeux d’écritures, Nice, MAMAC ;
  - Lignes de vies – Une exposition de légendes, commissaire d'exposition Frank Lamy, Vitry-sur-Seine, MAC VAL[30] ;
  - 57ème édition de Carnegie International, commissaire d'exposition Ben Ogrodnik, Pittsburg, Carnegie Museum of Art ;
  - festival Videoformes !, commissaire d'exposition Gabriel V. Soucheyre, Clermont Ferrand, Chapelle de l'Hôpital général ; ,
- 2018 :
  - Experience Pommery  #14. l'Esprit souterrain, commissaire d'exposition Hugo Vitrani, Reims, Domaine Pommery ;
  - Considérer le monde II, Saint Étienne, Musée d'Art moderne et contemporain ;
  - La science du désordre, commissaire d'exposition Pierre Bendine-Boucar, Montpellier, A+Architecture ;
  - Everything we do is music, commissaire d'exposition Shanay Jhaveri, Bienne (Suisse), Pasquart Centre d'art ;
  - Art Conceptuel, commissaire d'exposition Alexandre Quoi, Saint Étienne, Musée d'Art moderne et contemporain ;
  - Biennale Internationale Saint-Paul de Vence ;
  - La lumière noire. Les traditions hermétiques dans l’art depuis les années 1950, commissaire d'exposition Enrique Juncosa, Barcelone, Centre de Cultura contemporanea ;
  - Considérer le monde : Narrative Art, commissaire d'exposition Alexandre Quoi, Saint Étienne, Musée d'Art moderne et contemporain ;
  - Images en lutte (1968-1974). La culture visuelle de l'extreme gauche, commissaire d'exposition Éric de Chassey, Paris, ENSBA, Palais des Beaux-Arts ;
- 2017
  - Contemporary Istanbul, Istanbul, Gallery Eastwards Prospectus ;
  - Paysages du XXIe siècle, que fabriquons-nous aujourd’hui ?, exposition itinérante des CAUE de Haute-Savoie (Annecy, Angoulême, Nantes, Angers, Lyon, Genève).
- 2016 :
  - Observations sonores, Digne-les-Bains, musée Gassendi ;
  - J'ai des doutes. Est-ce que vous en avez ?, commissaire d'exposition Julie Crenn, Clermont Ferrand, galerie Claire Gastaud ;
  - La peinture à l'huile c'est bien difficile, Montpellier, Frac Languedoc.
- 2015
  - Expérience n°9 : Exhibition, Tours, Musée des Beaux-Arts ;
  - Il était une fois, Arles, Palais de l'Archevêché ;
  - Un genre humain, commissaire d'exposition Claude Lévêque, Bourges, Palais Jacques-Cœur ;
  - Tous les chemins mènent à Schengen, Metz, FRAC Lorraine ;
  - Terrain sensible, Vivonne, Collège Frédéric et Irène Joliot-Curie ;
  - Game over, Rennes, galerie EC'ARTS, ESPE de Bretagne ;
- 2014 :
  - Carte blanche à l'artothèque, Angers, Musée des Beaux-Arts ;
  - Machines désirantes, Caen, FRAC Basse-Normandie ;
  - Populaire, populaire #3, Saint-Denis, Mois de la photo Off.;
- 2013 :
  - Une spiritualité au féminin, commissaires d'exposition Madeleine Blondel et Dominique Dendraël, Dijon, Musée d'Art sacré[31] ;
  - Dinard, l’Amour Atomique, commissaire d'exposition Ashok Adiceam, Dinard, Festival de Dinard ;
  - A distance, Muret, Plateforme d’art ;
  - Le jour d’avant, Gétigné—Clysson, Domaine départemental de la Garenne Lemot ;
  - Honey, I Rearranged The Collection. Œuvres de la collection Philippe Cohen, Paris, Passage de Retz ; Petah Tikva (Israël), Musée d'art[32] ;
  - Paysage cosa mentale, Le nouveau pittoresque, commissaire d'exposition Christine Ollier, Nogent-sur-Marne, Maison Nationale des Artistes.
- 2012
  - Once Upon a Time, installation vidéo, Toronto, Hôtel de ville ;
  - La Plasticité du Langage, Paris, Fondation Hyppocrène ;
  - Songeries végétales, Domaine de Chaumont-sur-Loire ;
  - Contre Nature/Les fictions d’un promeneur d’aujourd’hui, Beauvais, Musée départemental ;
  - Bêtes Off, Paris, La Conciergerie ;
  - Carte Blanche à Tania Mouraud, Auxerre, Théâtre ;
  - Tracts !, Sans niveau ni mètre, Rennes, Cabinet du livre d’artiste ;
  - Quelle histoire ?!, Château de Foix, Musée départemental de l’Ariège ;
  - FormesBrèves,autre,25, commissaire d'exposition Anja Isabel Schneider, FRAC Lorraine.
- 2011 :
  - Elle était une fois, Gourdon, Église des Cordeliers ;
  - Architectures/Dessins/Utopies, commissaire d'exposition Ruxandra Balaci, Bucarest, MNAC ;
  - Plug-in II, Saint-Pierre d'Oléron, Musée de l’Ile d’Oléron ;
  - Black Should Bleed To Edge, Rouen, École Régionale des Beaux Arts ;
  - Si loin, si proche, Lannion, FRAC Bretagne, L’imagerie ;
  - Cherries On The Boat, Paris, Fondation Hippocrène[33] ;
- 2011, Décor et Installations, commissaire d'exposition Françoise Ducros, Galerie des Gobelins, Paris, Galerie nationale de la tapisserie, Beauvais, France
- 2010, Paysage 2 : imminence de la catastrophe, Espace Croix-Baragnon, Toulouse, France
- 2010, A l’ombre d’un doute,FRAC Lorraine, Metz, France
- 2010, La mémoire et l’oubli, eroa du Collège Maxime Deyts, Bailleul, France
- 2010, En mai, fais ce qu’il te plaît!, commissaire d'exposition Juliette Laffon, Musée Bourdelle, Paris, France (catalogue)
- 2010, Les promesses du passé, 1950-2010 : Une histoire discontinue de l’art dans l’ex- Europe de l’Est, section : sources/documents/archives -Galerie 33, Centre Georges Pompidou, Paris, France
- 2010, Border Zones: Newart acrosscultures, Museum of Anthropology at the University of British Columbia, Vancouver, Canada
- 2010, elles@centrepompidou, Centre Georges Pompidou, Paris, France (catalogue)
- 2010, Paysage-Video, Dialogue avec les collections#2, Musée d’Art de Toulon, France (catalogue)
- 2010, Vénus changée en document, Les Abattoirs, Toulouse, France

First Ural Industrial Biennale of contemporary arts 2010, Special projects, National Center
for Contemporary Arts, Ekaterinburg, Russia (catalogue)
- 2009 : elles@pompidou, Centre Pompidou, Paris, France
- 2009 : Universal Code, The Power Plant, Toronto, Canada
- 2009 : Blind Chance & Possible Futures, Nieuwe Vide, Haarlem, Pays-Bas
- 2008 : Regarde de tous tes yeux, regarde - L’art contemporain de Georges Perec, musée des beaux-arts de Nantes ; musée des beaux-arts de Dole, France
- 2008 : Stratégies de l’histoire / Stratégies de l’art - 5e Biennale de Goumri, Académie des Beaux-Arts de Goumri, Arménie Opera, an artists film selection, Tate Britain, Londres
- 2008 : Œuvres en papier, Galerie Dominique Fiat, Paris, France
- 2007 : !REVOLUTION?, Kunsthalle, Budapest, Hongrie
- 2007 : Sublime Objects / Sublimes Objets / Obiecte Sublime, Mnac Bucarest, Roumanie
- 2007 : Periskop, La Passerelle, Brest, France
- 2007 : Le Quartier fête ses 16 ans, Le Quartier, Quimper, France
- 2006 : Videogramma, Centre d'arts plastiques, Saint-Fons, France
- 2006 : Chassez le naturel..., Domaine national de Chambord, France
- 2006 : Verdunklung/Darkening, Kunsthaus, Stuttgart, Allemagne, commissaire : Arianne Müller
- 2006 : La Force de l'Art, Grand Palais, Paris, commissaire : Anne Tronche
- 2006 : Collection permanente, musée d'art moderne de la ville de Paris, France
- 2005 : Marie-Madeleine contemporaine, hospice Comtesse, Lille, France
- 2005 : La photographie à l’épreuve, musée d’art moderne, Saint-Étienne, France
- 2005 : Best of, galerie Dominique Fiat, Paris
- 2005 : Doute et Hypothèse, Galerie Aponia, Villiers-sur-Marne, France
- 2005 : Chassez le naturel..., château de Chambord, France
- 2005 : Ah Dieu que la guerre est jolie !, FRAC Basse-Normandie, France
- 2005 : Le chant rythmique de l’esprit, Espace de l’Art concret, Mouans Sartoux, France, commissariat Dominique Boudou
- 2005 : Wonder women, FRAC Lorraine, Metz, France
- 2005 : Le corps dans l’art contemporain, théâtre de Privas, France
- 2005 : Climats, cyclothymie des paysages, Vassivière, France
- 2005 : Forever, Passage de Retz, Paris
- 2005 : Dessins d’artistes, l’école IUFM, Paris
- 2005 : Collection Vicky Remy, musée de Saint-Étienne, France
- 2004 : Art et grandeur nature, La Courneuve, France
- 2004 : Marie Madeleine, musée des arts de Toulon, France
- 2002 : Les années 70, musée d’art contemporain, CAPC, Bordeaux, France
- 2002 : Sans commune mesure, musée d’art moderne Lille Métropole, Villeneuve-d’Ascq, France
- 2000 : Voyager à la verticale, Maison de la Villette-Parc de la Villette, Paris
- 1998 : Tania Mouraud et Niek Van de Steeg, Théâtre des Arts, Cergy-Pontoise, France
- 1997 : Amours, Fondation Cartier pour l’art contemporain, Paris
- 1997 : Sous le manteau, Galerie Thaddeus Ropac, Paris
- 1997 : XIe bourse d’art monumental, Credac, Ivry, France
- 1997 : Vraiment: féminisme et art, Le Magasin, Centre d’art de Grenoble, France
- 1997 : Petite fiction les pieds dans l’eau, FRAC Languedoc-Roussillon, France
- 1997 :Collection Camille: signatures de femmes, Épinal, France
- 1997 :From One Point To Another, Atelier Soardi, Nice, France
- 1997 :Flash, Power Plant, Toronto, Canada
- 1997 :Cinq ans d’acquisition, FRAC Alsace, Strasbourg, France
- 1997 :Histoires de blanc et noir, Prague, République tchèque
- 1997 :Teen Tonic, FRAC Poitou Charentes, Angoulême, France
- 1997 :Crossroad, City Museum, Art Gallery, Stoke on Trent, Angleterre
- 1996 : Wall Drawings ‘96: B. McGee, T. Mouraud, M. Dean Veca, The Drawing Center, New York
- 1996 : Histoires de Blanc et Noir, commissaire d'exposition Serge Lemoine, musée de Grenoble, France
- 1995 : Femininmasculin, MNAM, Centre Georges-Pompidou, Paris, New York
- 1995 : Passions Privées, ARC2, musée d’art moderne de la ville de Paris
- 1995 : Collections/collection, musée de Saint-Étienne, France
- 1995 : Feux terrestres, Centre d’art contemporain, Sète, France
- 1994 : L’appartement de Ghislain-Mollet Vieville, MAMCO, Genève, Suisse
- 1994 : Logo non Logo,Thread Waxing Space, New York
- 1993 : La Donation Vicky Remy I et II, musée d’art moderne, Saint-Étienne, France
- 1990 : Art & Pub, MNAM, Centre Georges-Pompidou, Paris
- 1983 : Arc 2 : 1973/1983, musée d’art moderne de la ville de Paris
- 1976 : Identités : Identifications, CAPC Bordeaux, France
- 1976 : Ambiente/Arte, Biennale de Venise, Italie
- 1972 : 60/72, 12 ans d’art contemporain en France, Grand Palais, Paris
- 1970 : Art Concept from Europe, Galerie Bonino, New York, USA

## Décorations
- Élue membre de l’académie des Beaux-Arts section peinture (fauteuil VIII) lors de la séance plénière du mercredi 27 mars 2024[34]
- Chevalier de la Légion d'honneur (2013) Par décret du 12 juillet 2013 pour récompenser ses 50 ans de services[35].
- Officier de l'ordre national du Mérite (nommée par décret du 31 décembre 2020)[36]
  - Chevalier par décret du 15 mai 2009[37], reçue dans l'ordre le 19 octobre 2009.
- Officier de l'ordre des Arts et des Lettres Par l’arrêté du 31 août 2018[38].

### Ouvrages et articles généraux
- Gilles Froger, « Portrait. Tania Mouraud », Critique d’art, no 25,‎ printemps 2005 (lire en ligne ).
- (fr + en) Catherine Grenier, At the Core, Tania Mouraud, Montpellier, École supérieure des beaux-arts de Montpellier-Agglomération (ESBAMA), 2010, 93 p. (ISBN 978-2-916336-11-4 et 2-916336-11-7).
- Arnauld Pierre, Tania Mouraud, Paris, coll. « La création contemporaine », 2004, 191 p. (ISBN 2-08-011082-9).

### Catalogues d'exposition
- 2022, [Dire], catalogue, LABF15, Lyon, Perrine Lacroix, Cécile Renoult
- 2022, De Natura, catalogue, Domaine de Chaumont-sur-Loire
- 2019, Tania Mouraud, Ecriture(s), catalogue, Le Hangar 107, Rouen, Nicolas Couturieux, Mathias Barthel, Cécile Renoult
- 2018, Tania Mouraud, Everything must have an ending except my love for you, catalogue, Tauves, Perrine Le Querrec
- 2017, Tania Mouraud, Who’s the enemy ?, catalogue, La Mouche, lieu d’art contemporain, Béziers, France.
- 2016, OTNOT, Eastwards Prospectus, text by Elodie Stroecken, Bucharest, Romania
- 2016, Tania Mouraud, Eastwards Prospectus
- 2016, Everyday ogres at Visual Arts Centre - The University of Texas at Austin, USA
- 2015, Tania Mouraud, Une Rétrospective, catalogue, Centre Pompidou Metz
- 2014, Tania Mouraud, Ad Nauseam, catalogue, Mac/Val
- 2014, Tania Mouraud, exhausted laughters, catalogue, musée d'art moderne et contemporain de Saint-Étienne